# Övre Mångsjön
Övre Mångsjön är en sjö i Ljusdals kommun i Hälsingland och ingår i Ljusnans huvudavrinningsområde. Sjön har en area på 0,507 kvadratkilometer och ligger 392,1 meter över havet. Sjön avvattnas av vattendraget Dåasån (Mångån).

## Delavrinningsområde
Övre Mångsjön ingår i det delavrinningsområde (685644-147415) som SMHI kallar för Inloppet i Nedre Mångsjön. Medelhöjden är 415 meter över havet och ytan är 7,7 kvadratkilometer. Räknas de 5 avrinningsområdena uppströms in blir den ackumulerade arean 42,63 kvadratkilometer. Dåasån (Mångån) som avvattnar avrinningsområdet har biflödesordning 4, vilket innebär att vattnet flödar genom totalt 4 vattendrag innan det når havet efter 194 kilometer. Avrinningsområdet består mestadels av skog (40 procent) och sankmarker (53 procent). Avrinningsområdet har 0,5 kvadratkilometer vattenytor vilket ger det en sjöprocent på 6,5 procent.